# Music Inspired by the Life and Times of Scrooge
Music Inspired by the Life and Times of Scrooge – debiutancki solowy album studyjny fińskiego muzyka Tuomasa Holopainena, wydany 11 kwietnia 2014 roku. Album jest inspirowany komiksem autorstwa Dona Rosy Życie i czasy Sknerusa McKwacza. Singlem promującym album został utwór „A Lifetime of Adventure”. 
Za okładkę do The Life and Times of Scrooge odpowiada Don Rosa. 
Partie wokalne wykonują Johanna Kurkela, Johanna Iivanainen, Alan Reid i Tony Kakko.

## Lista utworów
1. „Glasgow 1877” – 6:27
2. „Into the West” – 5:01
3. „Duel & Cloudscapes” – 4:50
4. „Dreamtime” – 4:47
5. „Cold Heart of the Klondike” – 6:52
6. „The Last Sled” – 5:40
7. „Goodbye, Papa” – 6:27
8. „To Be Rich” – 3:22
9. „A Lifetime of Adventure” – 6:13
10. „Go Slowly Now, Sands of Time” – 4:36

Wersja na iTunes
1. „A Lifetime of Adventure” (alternate version) – 6:00